# Kübra Kegan
Kübra Kegan est une joueuse de volley-ball turque née le 18 juillet 1995 à Ankara. Elle mesure 1,78 m et joue au poste de passeuse.

## Clubs
| Club                    | De        | À         |
| ----------------------- | --------- | --------- |
| Tarımspor Ankara        | 2008-2009 | 2008-2009 |
| TVF Spor Lisesi         | 2009-2010 | 2010-2011 |
| MKE Ankaragücü          | 2011-2012 | 2011-2012 |
| Karayolları Spor Kulübü | 2012-2013 | 2013-2014 |
| Halkbank Ankara         | 2014-2015 | 2014-2015 |
| Eczacıbaşı İstanbul     | août 2015 | oct 2015  |
| Balıkesir BBSK          | 2015-2016 | 2015-2016 |
| İdmanocağı Spor Kulübü  | 2016-2017 | 2016-2017 |
| Anakent Spor Kulübü     | 2017-2018 | 2017-2018 |
| Karayolları Spor Kulübü | 2018-2019 | …         |

## Palmarès
- Championnat d'Europe des moins de 18 ans
  - Vainqueur : 2011.
- Championnat d'Europe des moins de 20 ans
  - Vainqueur : 2012.